# Pletyzmografia
Pletyzmografia – (ang. plethysmography od gr. plēthysmós – powiększenie, gráphō – piszę) – metoda pomiaru zmian przepływu krwi przez naczynia obwodowe położone blisko powierzchni ciała. Jedną z najczęściej stosowanych jest fotopletyzmografia. Wynikiem pomiaru pletyzmograficznego jest krzywa obrazująca względne zmiany objętości przepływającej krwi. Ponieważ częstość tych zmian odpowiada częstości skurczów serca, pletyzmograf wykorzystuje się nieraz jako prostą metodę pomiaru szybkości pracy serca.